# Abrud (Constanța)
Abrud (antiguamente Mulciova) es una localidad rumana de la comuna de Adamclisi, en el condado de Constanța.

## Toponimia
El antiguo nombre del lugar era Mulciova. Pasó a llamarse Abrud.

## Historia
Hacia finales del siglo XIX, la localidad, que ya por entonces pertenecía al condado de Constanța, formaba parte de la comuna de Enigea y tenía contabilizada una población de 536 habitantes, en su mayor parte rumanos y búlgaros.
En la segunda mitad del siglo XX formaba parte de la comuna de Adamclisi. En el censo de 2021 la localidad tenía una población de 95 habitantes.